# サルティンボッカ

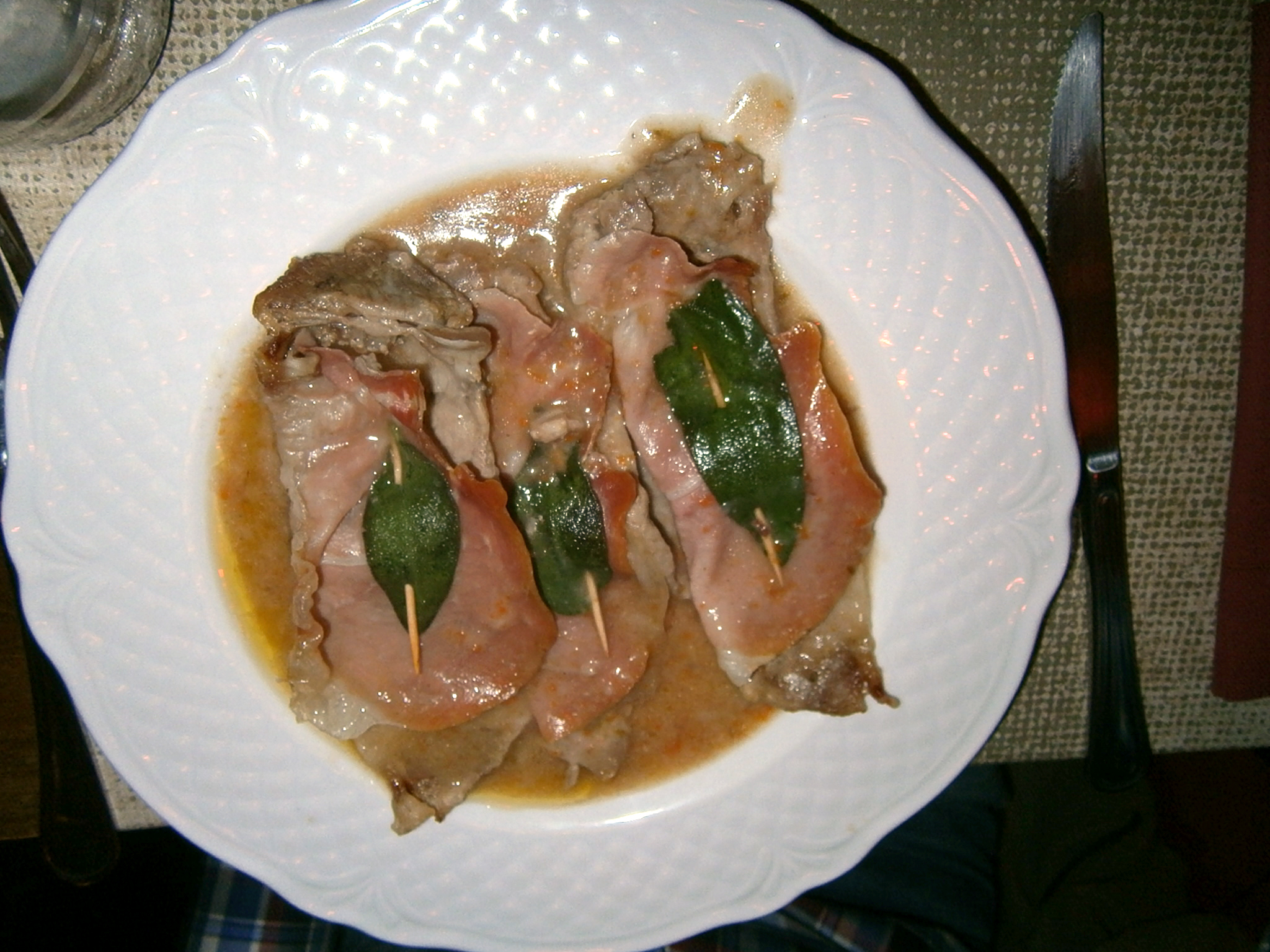
サルティンボッカ

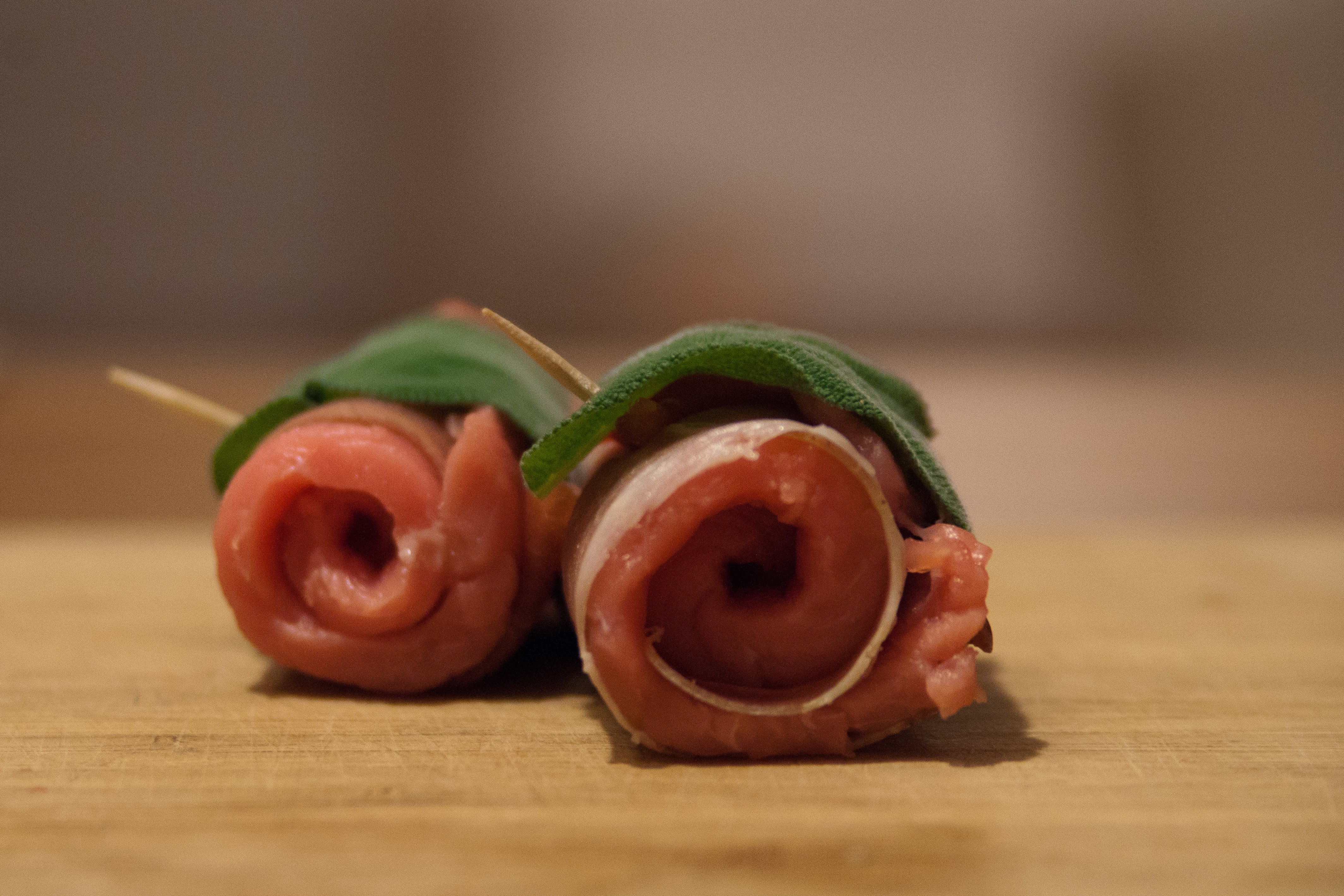
サルティンボッカ

サルティンボッカ（saltimbocca または saltinbocca、イタリア語で「口に飛び込む」の意味で、短時間で簡単にできることから）は、仔牛肉・鶏肉・豚肉などに、生ハム（プロシュット・ディ・パルマ）とセージを乗せたり並べた料理で、単品あるいはワイン・オイル・塩水のマリネと共に盛り付けられる。好みによってはケッパーをトッピングする。イタリアローマを代表する料理であるが、スイス南部、イタリア、スペイン、ギリシャでポピュラーな料理である。
この料理の最も有名な調理法は、ローマ風サルティンボッカで、薄切りの仔牛肉に、プロシュット（または生ハム）セージの葉を巻き上げたものを、マサラ酒や白ワインとバターで仕上げたものである。一説によると、その名に反してブレシアが発祥とも言われている。

## 起源
サルティンボッカの起源は正確には分かってはいないが、イタリアのブレシア（ブレッシャ）で生まれたという説が最も有力であるとされている。19世紀後半にはイタリアの他の地方に広まり、さらにギリシャ、スイス、スペインなどの他国にも広まった。イタリア各地に広まる過程で、イタリアの首都ローマが最もこの料理を積極的に取り入れた。現在ではローマ風サルティンボッカ（saltimbocca alla romana）と呼ばれ、ローマを代表する料理の一つとなっている。

## レシピ
サルティンボッカのレシピは主に子牛のスライスにセージ、生ハムをのせたものを爪楊枝などでとめ、オリーブオイル、バター、少量の塩コショウと一緒にフライパンで調理したものである。マルケ州ではこのバターの代わりに小麦粉が使われる